# Johann Hohenegger
Johann Hohenegger (* 4. Oktober 1946 in Zitternberg/Gars am Kamp) ist ein österreichischer Paläontologe.

## Leben
Hohenegger studierte an der Universität Wien, wo er 1972 promovierte. Er war wissenschaftlicher Mitarbeiter am Institut für Paläontologie und wurde 1988 zum Universitätsprofessor ernannt. Von 2000 bis 2004 war er Leiter des Instituts für Paläontologie. Mit Stand 2024 forscht er als "active retired member" weiterhin über die Verunreinigung brasilianischer Meeresbuchten.

## Forschung
Seine Hauptforschungsgebiete fokussieren sich auf Populationsdynamik, Ökologie, Fossilisation und Karbonatproduktion lebender und fossiler Großforaminiferen, die Erfassung der biologischen Art in Raum und Zeit, die Bestimmung ökologischer Gradienten anhand der Artenzusammensetzung oder anhand morphologischer Merkmale, die Bestimmung von Arten mit wachstumsunabhängigen metrischen Merkmalen und die Umweltbedingungen im Miozän des Wiener Beckens.
Hohenegger hat über 178 Beiträge in wissenschaftlichen Zeitschriften. Seine Untersuchungen über Großforaminiferen wurden in einem populärwissenschaftlichen Buch zusammengefasst, das in englischer und persischer Sprache veröffentlicht wurde. Nach Hohenegger wurde eine neu entdeckte Foraminiferenart benannt: Peneroplis hoheneggeri.
Längere Auslandsaufenthalte fanden als Visiting Professor oder Invited Researcher in Japan am Sesoko Marine Laboratory der Universität Ryukyu und an der Universität Kagoshima sowie an der Universität Kyoto statt.

## Veröffentlichungen (Auswahl)

### Monografien
- Hohenegger,J., 2011. Large Foraminifera: Greenhouse Constructions and Gardeners in the Oceanic Microcosm. The Kagoshima University Museum, Kagoshima, Japan, 85pp. ISBN 978-4-905464-00-6

### Zeitschriftenbeiträge
- Hohenegger, J.,Yordanova, E., Nakano, Y., and Tatzreiter, F., 1999. Habitats of larger foraminifera on the upper reef slope of Sesoko Island, Okinawa, Japan. Marine Micropaleontology, 36, 109-168.
- Hohenegger, J., 2006. The importance of symbiont-bearing benthic foraminifera for West Pacific carbonate beach environments In Barbieri, R., Hohenegger, J., and Pugliese, N., (eds): Foraminifera and Environmental Micropaleontology. Marine Micropaleontology, 61 (1-3),4-39.
- Hohenegger, J., Kinoshita, S., Briguglio, A., Eder, W., Wöger, J., 2019. Lunar cycles and rainy seasons drive growth and reproductions in nummulitid foraminifera, important producers of carbonate buildups. Scientific Reports (2019) 9: 8286. https://doi.org/!0.1038/s41598-019-44646-w.
- Hohenegger, J., Torres-Silva, A.I., Eder, W., 2022. Interpreting morphologically homogeneous (paleo-)populations as ecological species enables comparison of living and fossil organism groups, exemplified by nummulitid foraminifera. Journal of Earth Science, 33/6, 1362-1377.Doi.org/10.1007/s12383-021--1567-z.
- Hohenegger, J., 2005. Estimation of environmental paleogradient values based on presence/absence data: a case study using benthic foraminifera for paleodepth estimation. Paleogeography, Paleoclimatology, Paleoecology, 217, 115-130.
- Hohenegger, J., 2006. Morphocoenoclines, character combination, and environmental gradients; a case study using symbiont-bearing benthic foraminifera. Paleobiology, 32, 70-99.
- Hohenegger, J., 2011. Growth-invariant meristic characters. Tools to reveal phylogenetic relationships in Nummulitidae (Foraminifera).Turkish Journal of Earth Sciences, 20, 655-681, 10.3906/yer-0910-43.
- Hohenegger, J., Andersen, N., Báldi, K., Coric, S., Pervesler, P., Rupp, Ch. and Wagreich, M., 2008. Paleoenvironment of the Early Badenian (Middle Miocene) in the southern Vienna Basin (Austria) - multivariate analysis of the Baden-Sooss section. Geologica Carpathica, 59, 461-487.
- Alvez Martins, M.V., Hohenegger,J., Bouchet, V.M.B., 12 coauthors and Frontailini, F.,  Application of benthic foraminiferal indices to infer the Ecological Quality Status in the Sepetiba Bay (SE Brazil). Chemosphere. DOI: 10.1016/j.chemosphere 2024.143435